# 任怀祥
任怀祥（？—），男，中华人民共和国政治人物，曾任宁夏回族自治区煤炭工业厅副厅长，宁夏回族自治区政协副主席。